# Tennessee Titans
O Tennessee Titans é um time profissional de futebol americano baseado em Nashville, Tennessee. Os Titans competem na National Football League (NFL) como um clube membro da Divisão Sul da American Football Conference (AFC). Anteriormente conhecido como Houston Oilers, a equipe começou a jogar em 1960 em Houston, Texas, como membro fundador da American Football League (AFL). Os Oilers venceram os dois primeiros campeonatos da AFL e ingressaram na NFL como parte da fusão AFL-NFL em 1970.
A equipe se mudou de Houston para Tennessee em 1997 e jogou no Liberty Bowl Memorial Stadium em Memphis por uma temporada. A equipe mudou-se para Nashville em 1998 e jogou no Vanderbilt Stadium. Por esses dois anos, eles eram conhecidos como "Tennessee Oilers", mas mudaram seu nome para "Tennessee Titans" para a temporada de 1999. A equipe atualmente joga no Nissan Stadium, em Nashville, que abriu em 1999 como Adelphia Coliseum. A instalação de treinamento dos Titans fica no Saint Thomas Sports Park no complexo MetroCenter em Nashville.
A equipe apareceu uma vez no Super Bowl (XXXIV), no mesmo ano em que eles mudaram seu nome para "Titans", e em que perderam para o St. Louis Rams.

## História

### Houston Oilers

#### Anos 60
O Houston Oilers começou em 1960 como um membro fundador da American Football League. Eles eram de propriedade de Bud Adams, um homem de petróleo de Houston, que havia feito várias propostas anteriores sem sucesso para obter uma equipe de expansão da NFL em Houston. Adams foi um membro influente dos oito proprietários originais da AFL, uma vez que ele, o fundador do Dallas Texans / Kansas City Chiefs, Lamar Hunt e Ralph Wilson, eram mais estáveis financeiramente do que os outros cinco (todos os três teriam suas próprias franquias por mais de quarenta anos, enquanto os outros abandonaram as franquias na década de 1980).
Os Oilers apareceu nas três primeiras finais da AFL. Eles marcaram uma importante vitória sobre a NFL quando assinaram com o vencedor do troféu Heisman, da LSU, Billy Cannon. Cannon se juntou a outras estrelas ofensivas dos Oilers , como o quarterback George Blanda, o flanker Charlie Hennigan, o running back Charlie Tolar e o guard Bob Talamini. Depois de ganhar o primeiro campeonato da AFL sobre o Los Angeles Chargers em 1960, eles ganharam do mesmo time (então em San Diego) em 1961 e perderam para o Dallas Texans na final da AFL de 1962.
Em 1962, os Oilers foram a primeira equipe da AFL a contratar um jogador que estava na NFL, o wide receiver Willard Dewveall deixou os Bears para se juntar ao campeão Oilers. Dewveall naquele ano pegou a mais longa recepção de passe para um touchdown na história profissional do futebol americano, 99 jardas, de Jacky Lee, contra o San Diego Chargers.
Os Oilers ganharam o título da AFL Eastern Division novamente em 1967 e se tornaram o primeiro time de futebol profissional a jogar em um estádio com cúpula, quando se mudaram para o Astrodome de Houston, então lar do Houston Astros da MLB para a temporada de 1968. Anteriormente, os Oilers haviam jogado no Jeppesen Stadium na Universidade de Houston (mais tarde chamado Robertson Stadium) de 1960 a 1964, e no estádio da Rice University de 1965 a 1967. Depois que o Astrodome abriu suas portas, Adams tentou se mudar para lá, mas não conseguiu negociar um contrato de arrendamento aceitável com a Houston Sports Association (proprietária do Houston Astros) de quem sublocaria o Dome.
A temporada de 1969, a última como uma equipe da AFL, viu Houston começar com um recorde de 3-1, mas caiu depois. Eles se classificaram para os playoffs, mas foram derrotados pelos Raiders por 56-7, para terminar o ano com um recorde de 6–7–2.

#### Anos 70
Os anos imediatamente após a fusão AFL-NFL não foram tão gentis com os Oilers, que afundaram na parte inferior da divisão Central da AFC. Depois de terem um recorde de 3–10–1 em 1970, eles tiveram um recorde de 4–9–1 em 1971, e depois tiveram um recorde de 1–13 em 1972. Mas em 1974, os Oilers liderados pelo treinador do Hall da Fama, Sid Gillman, trouxeram a equipe de volta à respeitabilidade.

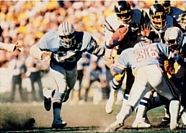
Os Oilers chegaram aos playoffs com Dan Pastorini

No ano seguinte, Bum Phillips chegou e com talentosas estrelas como Elvin Bethea e Billy "White Shoes" Johnson, os Oilers tiveram sua primeira temporada vencedora da década tendo um recorde de 10-4, mas não foram para os playoffs. Lesões e um ataque ruim os levaram a uma temporada de 5-9 em 1976, mas a equipe melhorou para 8-6 no ano seguinte, e em 1978, a fortuna dos Oilers melhorou quando eles recrutaram o astro da Universidade do Texas, Earl Campbell, conhecido como "Tyler Rose", que foi o Novato do Ano naquele ano e levou os Oilers à sua primeira aparição nos playoffs desde a fusão.
Derrotando Miami na rodada de wild-card, eles superaram o New England na semana seguinte. Mas na Final da AFC, os Steelers os derrotaram por 34-5. Apesar da derrota desequilibrada, os Oilers voltaram para casa em um Astrodome lotado para uma participação incomum em esportes profissionais.
A temporada de 1979 foi quase uma reprise de 1978, quando os Oilers terminaram com um recorde de 11-5, com Campbell tendo 1.600 jardas, eles novamente se classificaram para os playoffs como wild card. Derrotando os Broncos no primeiro jogo dos playoffs em Houston, eles conseguiram ultrapassar o favorito San Diego de Dan Fouts na rodada da divisão, em parte graças ao jogo de Vernon Perry (4 INTs e um FG bloqueado). Os Oilers retornaram ao AFC Championship pelo segundo ano consecutivo, apenas para serem novamente derrotados pelo Pittsburgh Steelers, apesar de um esforço fantástico de Dan Pastorini. Uma controversa falta anulou um touchdown do wide receiver, Mike Renfro, resultando em uma vitória por 27-13 para Pittsburgh.

#### Anos 80

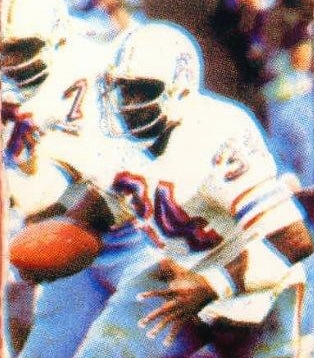
O corredor do Hall of Fame do Pro Football, Earl Campbell, foi a peça central do ataque dos Oilers no final dos anos 1970 e início dos anos 80, ganhando vários prêmios da NFL, títulos da AFC e cinco Pro Bowls.

Em 1980, os Oilers tiveram um recorde de 11-5 e se classificaram para o wild card pelo terceiro ano consecutivo, mas foram rapidamente vencidos por Oakland por 27-7. Bud Adams demitiu Bum Phillips, que foi sucedido por Ed Biles.
Depois disso, começou uma longa seca nos playoffs, quando os Oilers caíram para 7-9 em 1981, e 1-8 na temporada de 1982 encurtada pela greve. Em 1983, Houston teve um recorde de 2-14. Biles se demitiu na semana 6 e foi sucedido por Chuck Studley, que serviu apenas como treinador interino até que Hugh Campbell fosse contratado.
Em 1984, os Oilers venceram uma guerra de lances pelo ex-quarterback da CFL, Warren Moon, mas não retornaram aos playoffs naquele ano, com duas vitórias e quatorze derrotas. O idoso Earl Campbell foi negociado para New Orleans Saints durante o período de entressafra e foi substituído por Mike Rozier, um refugiado da USFL.
Uma goleada de 31-3 em Green Bay na abertura da temporada de 1986 parecia promissora, mas no final, Houston só conseguiu outro recorde de 5-11. Outra greve em 1987 reduziu a temporada para 15 jogos e os Oilers terminaram com um recorde de 9-6, conquistando seu primeiro recorde de vitórias e vaga nos playoffs em sete anos. Depois de bater os Seahawks na prorrogação, eles caíram para Denver na rodada divisional.
Depois de um recorde de 10-6 em 1988, os Oilers entraram novamente nos playoffs como wild card, venceram o Cleveland por 24-23 e perderam para Buffalo uma semana depois. Em 1989, eles tiveram um recorde de 9-7, mas a equipe ganhou um vaga de wild card. Em um jogo bagunçado e cheio de faltas, eles foram derrotados pelo Pittsburgh.

##### Renovação ao Astrodome

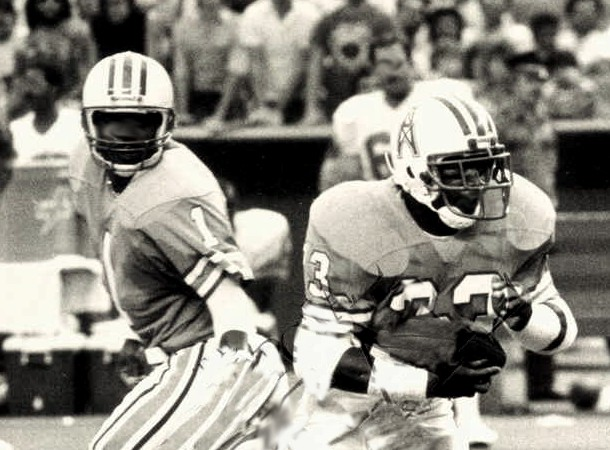
Warren Moon (à esquerda) e Mike Rozier (à direita) fizeram grandes contribuições ao ataque dos Oilers no final dos anos 80, enquanto lideravam a equipe em várias aparições nos playoffs.

O ressurgimento dos Oilers veio no meio de uma batalha pela sobrevivência da franquia. Em 1987, Adams ameaçou transferir a equipe para Jacksonville, Flórida (mais tarde a casa de Jacksonville Jaguars), a menos que o Astrodome fosse "atualizado". Na época, o Astrodome tinha capacidade para cerca de 50.000 torcedores, a menor da NFL.
Não querendo perder os Oilers, Harris County respondeu com US $ 67 milhões em melhorias para o Astrodome, que incluiu o novo AstroTurf, 10.000 assentos adicionais e 65 caixas de luxo. Essas melhorias foram financiadas por aumentos nos impostos sobre a propriedade e a duplicação da taxa do hotel, bem como os títulos a serem pagos em 30 anos.
No entanto, as crescentes demandas de Adams por acomodações maiores e mais caras, a serem financiadas com a despesa do contribuinte, geraram sementes de tensão que ajudaram a equipe a deixar Houston alguns anos depois.

#### Anos 90
Os Oilers subiram brevemente se tornaram uma potencia da liga na primeira metade dos anos 90. Em 1991, os Oilers conquistaram seu primeiro título de divisão em 25 anos e o primeiro como equipe da NFL.
Em 1992, os Oilers acumularam um recorde de 10–6 na temporada regular, mas fizeram história contra Buffalo Bills nos playoffs do Wild Card da AFC ao liderar por 35-3 e eventualmente perder por 41-38 na prorrogação, um jogo agora conhecido simplesmente como "The Comeback".
Na temporada de 1993, os Oilers terminaram com um recorde de 12-4, seu melhor recorde no Texas, e outro título da AFC Central, mas perderam na segunda rodada dos playoffs para os Chiefs.
Os Oilers terminaram a temporada seguinte com um recorde de 2-14, o terceiro pior recorde na história da franquia. Os Oilers não iriam para os playoffs novamente no Texas. No entanto, eles fizeram o draft de Steve McNair em 1995.

### Mudança para Tennessee

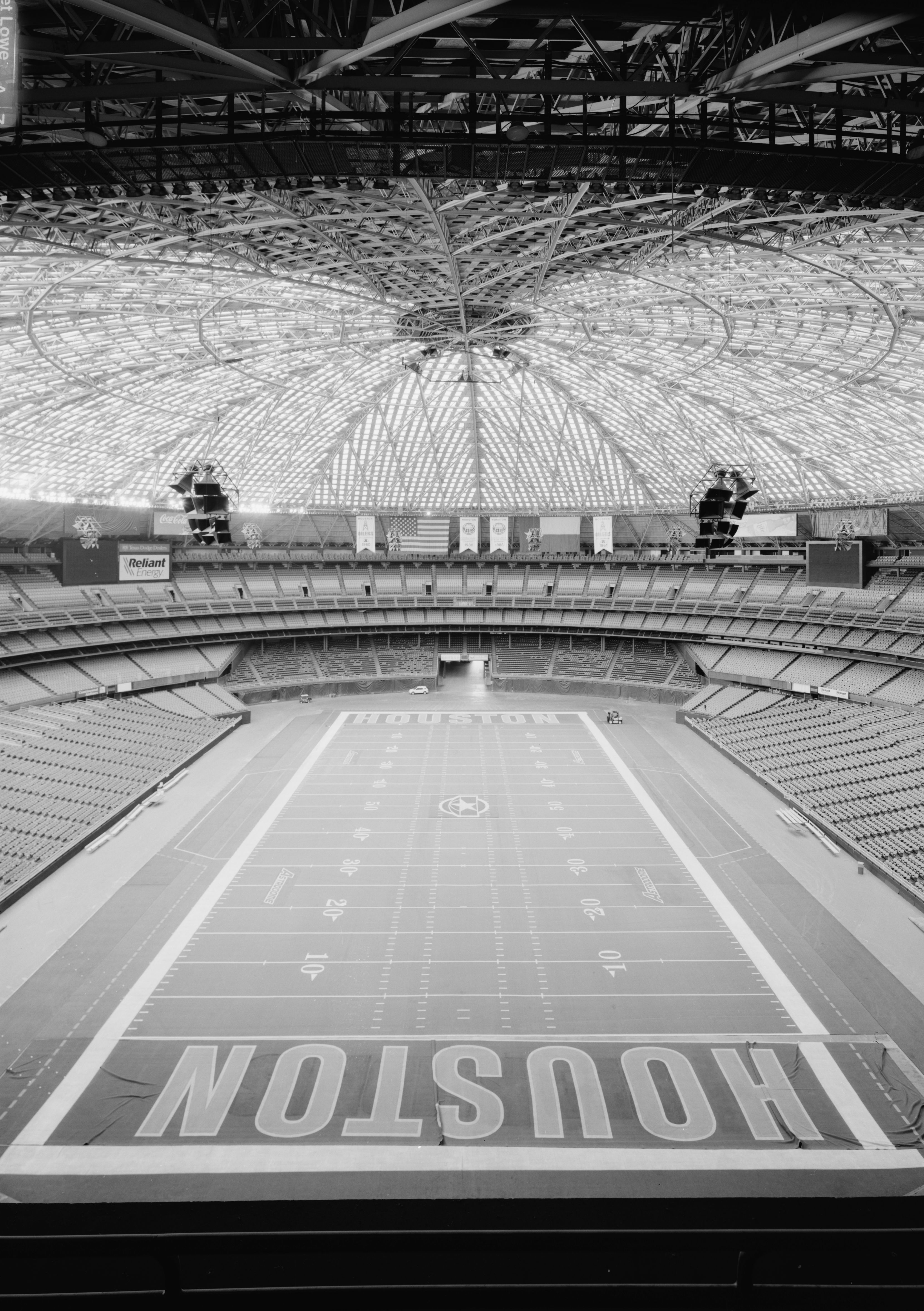
O agora abandonado Astrodome, que era a casa do Houston Astros e tinha um gramado de futebol ainda intacto depois da partida dos Oilers.

O dono dos Oilers, Adams, novamente pressionou a cidade para um novo estádio e ele se comprometeu a pagar 25% do custo de um novo estádio. Sua ideia pedia um estádio com cúpula no centro da cidade que também pudesse ser reconfigurado para acomodar o Houston Rockets da NBA - semelhante ao Alamodome de San Antonio. O prefeito Bob Lanier inicialmente apoiou a proposta de Adams para um novo estádio em particular, mas recusou-se a apoiar publicamente o projeto. Embora Houston quisessem manter os Oilers, eles estavam desconfiados de investir mais dinheiro em um estádio logo após as melhorias do Astrodome. A cidade também ainda estava lutando para se recuperar do colapso do petróleo nos anos 80. Adams, sentindo que não iria conseguir o estádio que queria, começou a oferecer os Oilers para outras cidades. Ele ficou particularmente intrigado com Nashville e abriu conversas secretas com o prefeito Phil Bredesen.
No final da temporada de 1995, Adams anunciou que os Oilers iriam se mudar para Nashville para a temporada de 1998. As autoridades municipais prometeram contribuir com US $ 144 milhões para um novo estádio, além de US $ 70 milhões em vendas de ingressos.
Logo depois que o movimento foi anunciado, o apoio aos Oilers na área de Houston secou quase da noite para o dia. Como resultado, a temporada de 1996 foi um desastre absoluto. Apenas três jogos atraíram público de mais de 30.000 pessoas. Os jogos eram tão silenciosos que era possível ouvir conversas no campo da arquibancada. Enquanto isso, a rede de rádio da equipe, que antes se estendia pelo estado do Texas, foi reduzida a KTRH em Houston e a algumas afiliadas no Tennessee.
Os Oilers começaram com um recorde de 5-2, mas uma série de quatro derrotas em cinco jogos os tiraram da disputa dos playoff. A equipe teve um recorde final de 8-8. O último jogo da equipe em Houston, contra os Bengals em 15 de dezembro, atraiu pouco mais de 15 mil pessoas - pelo menos uma estimativa, a menor multidão na história da franquia.
Adams, a cidade e a liga não estavam dispostos a ver isso continuar por mais uma temporada, então um acordo foi fechado em 8 de maio de 1997 para deixar os Oilers e se mudarem para o Tennessee.
Em 1999, Robert McNair foi premiado, a um custo de US $ 1 bilhão, com uma equipe de expansão que substituiu os Oilers em Houston. A franquia tornou-se o Houston Texans, que adotou um par similar de cores vermelhas, brancas e azuis e herdou o complexo esportivo em que os Oilers jogaram, mas não a antiga casa dos Oilers; o que hoje é chamado de NRG Stadium (antigo Reliant Stadium) seria construído ao lado do Astrodome em 2002.

### Tennessee Oilers (1997-1998)
Eles pretendiam jogar em um novo estádio em Nashville, mas não estaria pronto até 1999. O maior estádio de Nashville na época era o Vanderbilt Stadium, no campus da Universidade Vanderbilt, que tinha apenas 41 mil pessoas - uma capacidade considerada pequena demais para uso temporário. Vanderbilt também não estava disposta a permitir a venda de bebidas alcoólicas. No entanto, Adams descartou o uso do maior estádio do estado, o Neyland Stadium, da Universidade do Tennessee, em Knoxville; Com 102.000 assentos, teria sido quase impossível vender a tempo.
Em última análise, Adams anunciou que o renomeado Tennessee Oilers iria jogar as próximas duas temporadas no Liberty Bowl Memorial Stadium, em Memphis. A equipe seria baseada em Nashville, indo para Memphis apenas para jogos.
Mesmo que esse acordo fosse aceitável para a NFL e os Oilers na época, poucas pessoas em Memphis ou Nashville estavam felizes com isso. Depois de inúmeras tentativas de formar uma equipe da NFL nas últimas três décadas, moradores de Memphis não queriam ter nada a ver com uma equipe que se perderia em apenas dois anos - especialmente para o rival de longa data Nashville. Por outro lado, o moradores de Nashville mostravam pouca inclinação para dirigir mais de 320 km para ver o time "deles". Na época, a Interstate 40 ficava no meio de uma grande reconstrução na área de Memphis, aumentando a jornada normal de três horas entre Nashville e Memphis para cinco horas.
Em Memphis, a assistência foi ainda pior do que na temporada final da equipe em Houston. Os Oilers jogaram antes de algumas dos menores públicos da NFL desde os anos 1950, com nenhum dos sete primeiros jogos da temporada atraindo públicos maiores que 27.000 (em um estádio de 62.000 lugares), e com pelo menos dois jogos com menos de 18.000. Os poucos torcedores costumavam ficar indiferentes e muitas vezes os que compareceram eram torcedores do time adversário.
Apesar disso, Adams tinha toda a intenção de jogar em Memphis na próxima temporada. Isso mudou depois do último jogo da temporada de 1997. Os Oilers enfrentaram o Pittsburgh Steelers na frente de 50.677 torcedores. No entanto, os fãs do Steelers compunham a grande maioria do público (pelo menos três quartos, segundo uma estimativa). Adams ficou tão envergonhado que abandonou os planos de jogar a temporada de 1998 em Memphis e acabou jogando no Vanderbilt. A equipe se recuperou naquela temporada e teve um recorde de 8-8.

### Tennessee Titans (1999–Presente)

#### Mudança de nome
Em 29 de julho de 1998, Adams anunciou que, em resposta aos pedidos dos fãs, ele estava mudando o nome dos Oilers para coincidir com a abertura de seu novo estádio e para se conectar melhor com Nashville. Ele também declarou que a equipe renomeada manteria a herança dos Oilers (incluindo os registros da equipe), assim como todas as outras equipes, exceto os Browns/Ravens, e que haveria um Hall of Fame homenageando os maiores jogadores de ambas as épocas.
Adams nomeou um comitê consultivo para decidir sobre um novo nome. Ele deixou claro que o novo nome deve refletir poder, força, liderança e outras qualidades heróicas. Em 14 de novembro de 1998, Adams anunciou que os Oilers seriam conhecidos como Tennessee Titans a partir de 1999. O novo nome atendeu a todas as exigências de Adams e também serviu como um aceno ao apelido de Nashville de "The Athens of the South" (por seu grande número de instituições de ensino superior, arquitetura clássica e sua réplica em escala total do Parthenon). O novo logotipo e cores da equipe foram revelados em 22 de dezembro de 1998.

#### Super Bowl de 1999

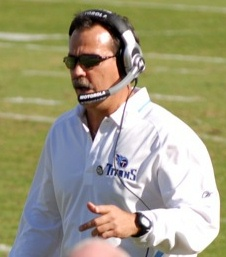
Jeff Fisher treinou os Titans por quase 17 temporadas, assumindo em novembro de 1994 e permanecendo até a temporada de 2010.

Em 1999, o Adelphia Coliseum, agora conhecido como Nissan Stadium, foi completado e os recém-batizados Titans tiveram uma grande temporada, terminando com um recorde de 13-3 - a melhor temporada na história da franquia. Eles ganharam seu primeiro jogo como "Titans", derrotando os Bengals em um estádio lotado (todos os assentos desde que os Titans se mudaram para Nashville foram vendidos). Eles não perderam um jogo em casa e terminaram um jogo atrás do Jacksonville Jaguars pelo título do AFC Central.
O Tennessee venceu o primeiro round dos playoff contra o Buffalo Bills em uma jogada projetada, conhecida como "Home Run Throwback", que é comumente chamada de "Music City Miracle": o tight end Frank Wycheck fez um lateral para Kevin Dyson em um retorno de kickoff com 16 segundos restantes no jogo e os Titans perdendo por um ponto; Dyson retornou o passe de 75 jardas para um touchdown para ganhar o jogo. Após a revisão do replay, a jogada foi confirmada como um touchdown. Os Titans derrotaram o Indianapolis Colts em Indianapolis e derrotaram os Jaguars em Jacksonville no AFC Championship Game.
A magnífica temporada dos Titans os levou a uma viagem ao Super Bowl XXXIV, onde perderam para o St. Louis Rams por 23-16 Rams em uma jogada conhecida como "The Tackle".

#### 2000-2009
Em 2000, os Titans terminaram com o melhor recorde da NFL, 13-3, e conquistaram o terceiro título da AFC Central - o primeiro título da divisão como Tennessee Titans. Eles ganharam os títulos da divisão Central em 91 e 93 enquanto ainda estavam em Houston como Oilers. Os Titans perderam seu jogo de playoffs Divisional para o eventual campeão do Super Bowl, Baltimore Ravens.
Em 2001, os Titans entraram em colapso com um recorde de 7-9 e perderam os playoffs.
Em 2002, os Titans foram transferidos para a recém-criada AFC South como parte do realinhamento da divisão da liga causado pela adição do Houston Texans. Apesar de começar a temporada com um recorde de 1-4, os Titans terminaram a temporada com 11-5 e chegaram ao AFC Championship Game, mas perderam para Oakland por 41-24.

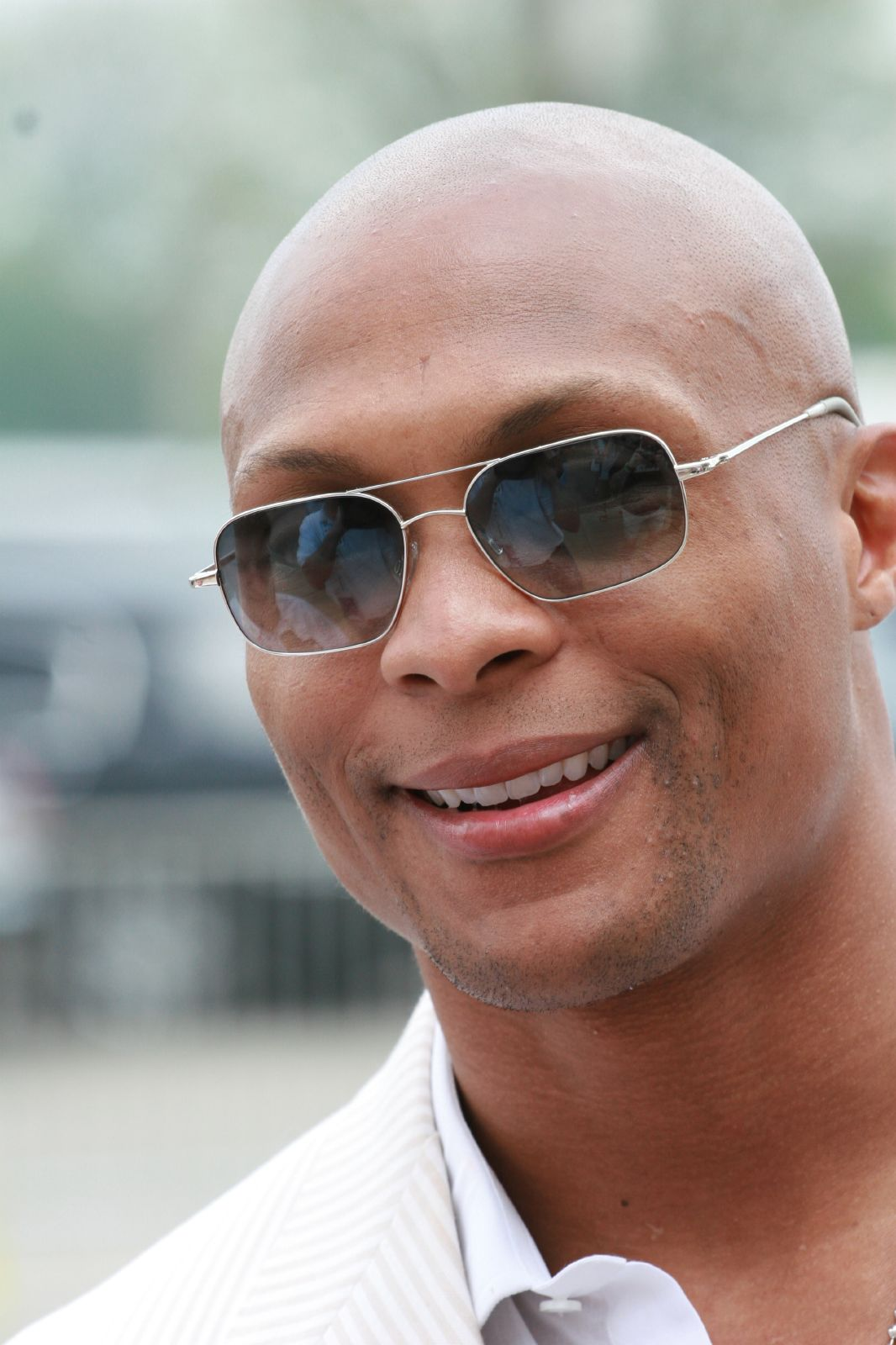
Eddie George foi um jogador obstinado cujo jogo físico ajudou muito seu time. Os Titans tiveram que dispensá-lo após a temporada de 2003 devido a problemas com limite salarial.

Os Titans tiveram um recorde de 12-4 e foram para os playoffs de 2003, ganhando seu jogo de wild card contra o Baltimore Ravens e perdendo no Divisional Round da AFC para o New England Patriots. Nesse ano, o quarterback Steve McNair ganhou o prêmio de MVP, compartilhando-o com Peyton Manning.
A temporada de 2004 teve um número incomum de lesões dos principais jogadores dos Titans e um recorde de 5-11. Seu recorde acabou sendo o terceiro pior recorde desde que o Houston/Tennessee Oilers se tornou o Tennessee Titans. Numerosos jogadores importantes foram cortados ou negociados pelos Titans durante a entressafra, incluindo Derrick Mason, Samari Rolle, Kevin Carter, entre outros. Isso foi feito porque os Titans estavam bem acima do limite salarial.
Em 2005, os Titans entraram em campo como a equipe mais jovem da NFL. Vários novatos fizeram a equipe de 2005, incluindo o cornerback Adam "Pacman" Jones, o Offensive tackle Michael Roos, e três Wide receiver: Brandon Jones, Courtney Roby e Roydell Williams. Seu recorde para a temporada foi de 4-12.
Em 2006, a equipe terminou com um recorde de 8–8, uma melhoria definitiva em relação à marca do ano anterior. O ano viu Vince Young liderar a equipe para um recorde de 8-5 como o quarterback titular. Esse período também incluiu seis vitórias consecutivas. Na rodada de wild card, eles perderam para o San Diego Chargers por 17-6.
Floyd Reese renunciou como Vice-Presidente Executivo/Gerente Geral da franquia em 5 de janeiro de 2007, após treze temporadas no comando. Ele foi substituído por Mike Reinfeldt em 12 de fevereiro do mesmo ano.

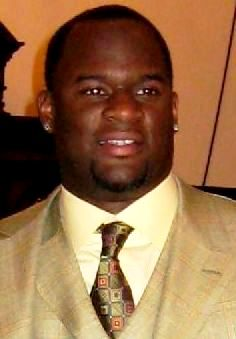
Vince Young em 2007.

O ano de 2008 começou com os Titans selecionando Chris Johnson da East Carolina University na primeira rodada do draft da NFL, e posteriormente adquiriu o DE Jevon Kearse e o TE Alge Crumpler. Depois de uma lesão na semana 1 de Vince Young, Kerry Collins assumiu a posição de quarterback e levou os Titans a um recorde de 10-0 antes de sua primeira derrota pro New York Jets em 23 de novembro.
Na semana 14, Tennessee conquistou seu segundo título do AFC South com uma vitória por 28-9 sobre o Cleveland Browns. Seu recorde final foi de 13-3, o que foi o maior número de vitória da história da franquia. Em 10 de janeiro, eles perderam o jogo de playoff por 13-10 para o Baltimore Ravens, o jogo contra o Baltimore incluiu três turnovers na red zone e 12 faltas pelos Titans.

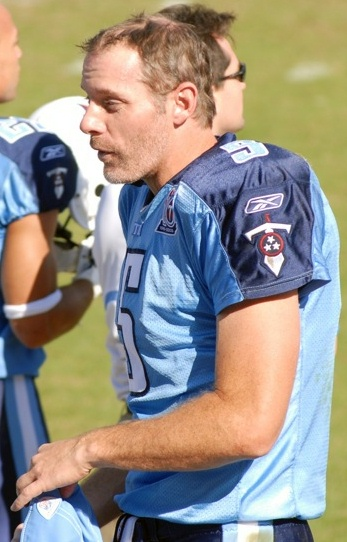
O veterano Kerry Collins foi o quarterback titular dos Titans de 2006-2010.

Após a bem sucedida temporada de 2008, os Titans pareceram muito promissores em 2009. No entanto, o jogo de abertura contra o Pittsburgh resultou em uma derrota por 13-10 na prorrogação e as coisas se desintegraram quando eles perderam os próximos cinco jogos. Esta série de derrotas culminou em uma derrota catastrófica de 59-0 para o New England Patriots. Foi decidido que Vince Young sucederia Kerry Collins como o quarterback titular e a equipe começou a se recuperar e ganhou cinco jogos seguidos,
Durante o jogo caseiro da Semana 10 contra Buffalo, Bud Adams foi visto fazendo um gesto obsceno em direção ao banco dos Bills e o comissário da NFL, Roger Goodell (que também estava participando do jogo), o multou em $ 250.000. Os Titans terminaram a temporada com um recorde de 8-8. Chris Johnson tornou-se o sexto jogador da história da NFL a correr para mais de 2.000 jardas (2.006), superando o recorde de Marshall Faulk durante uma temporada com mais de 2.500 jardas no total.

#### 2010-2016
Os Titans começaram 2010 com vitórias e derrotas alternadas. As derrotas continuaram a subir para os Titans , até que uma vitória na semana 15 contra o Houston Texans manteve sua temporada viva em 6-8. Precisando de um milagre para entrar nos playoffs, a temporada dos Titans terminou em 6-10.
Na semana seguinte à derrota final dos Titans para os Colts, o general Bud Adams divulgou um comunicado anunciando que ele estava mantendo o técnico Jeff Fisher, já que Fisher estava sob contrato para a próxima temporada. Adams também afirmou que esperava estender o contrato de Fisher após a temporada de 2011, mas que uma extensão dependeria do desempenho da equipe. Apesar dessas proclamações iniciais, foi anunciado em 27 de janeiro de 2011 que Fisher e os Titans concordaram mutuamente em se separar. Isso acabou com a permanência de Fisher como treinador principal, um mandato que durou mais de 17 temporadas, abrangeu três cidades (Houston, Memphis e Nashville) e viu três encarnações diferentes da equipe (Houston Oilers, Tennessee Oilers, Tennessee Titans).
Após a saída do ex-treinador Jeff Fisher, Mike Munchak foi nomeado treinador dos Titans em 7 de fevereiro de 2011. Durante o draft de 2011, os Titans selecionaram o QB Jake Locker na oitava escolha geral. Enquanto isso, Kerry Collins, veterano de 15 anos, aposentou-se da NFL em julho. Em 29 de julho de 2011, o veterano QB Matt Hasselbeck assinou um contrato no valor de US $ 21 milhões por 3 anos para jogar pelo Tennessee Titans.
Durante o acampamento de treinamento de verão antes da temporada de 2011, Chris Johnson não apareceu no acampamento, aguardando as negociações do contrato. Johnson sentiu que mereceia uma quantia consideravelmente maior de dinheiro. Como o principal fornecedor de jardas desde 2008 (4.598 jardas), ele estava pronto para receber $ 1.065 milhões em 2011, nos termos atuais do contrato. Em 1º de setembro, Johnson se tornou o wide receiver mais bem pago, concordando com uma extensão de contrato no valor de US $ 53,5 milhões, incluindo US $ 30 milhões garantidos.

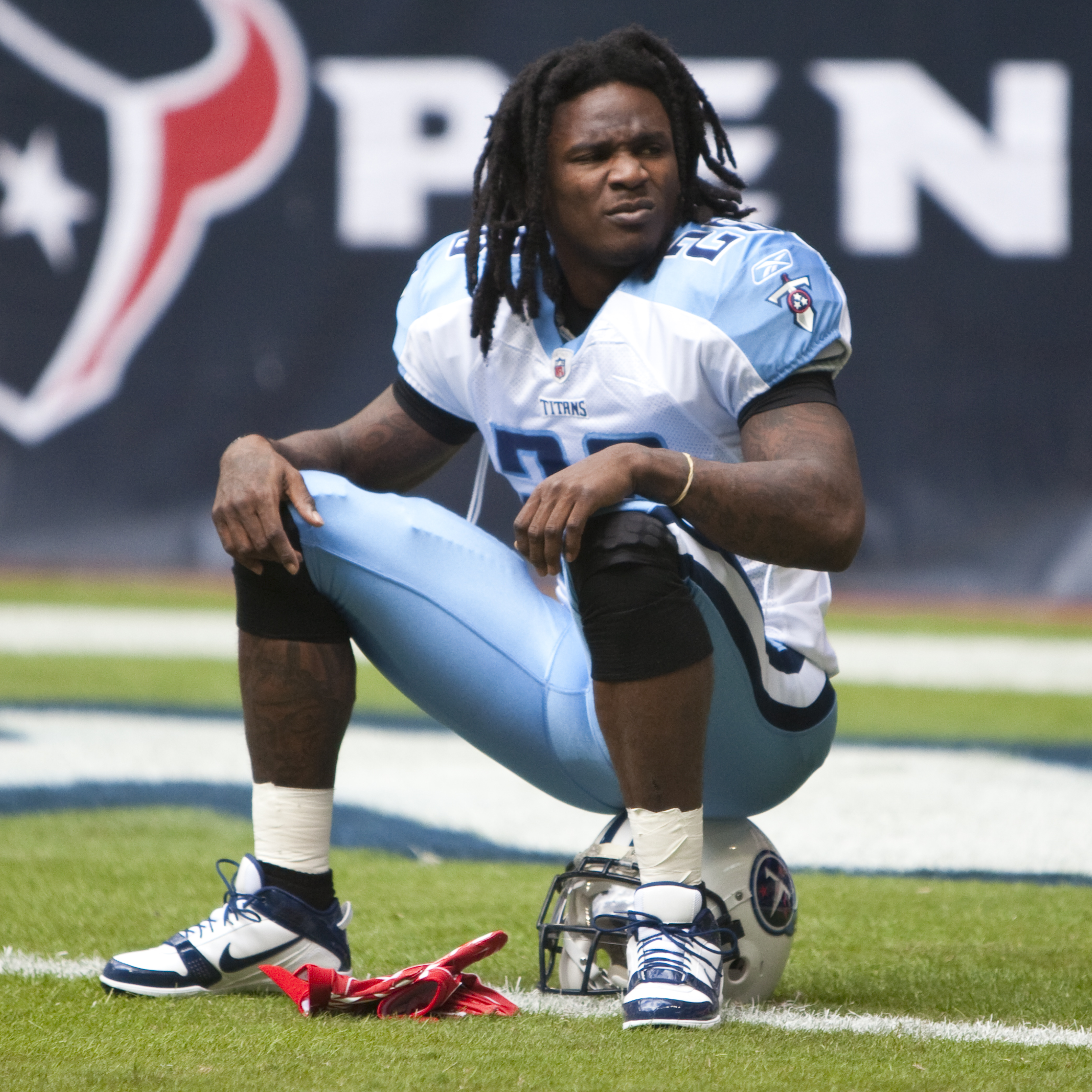
O running back Chris Johnson era conhecido por sua velocidade, o que lhe permitiu correr para 2.006 jardas em 2009, além de se tornar um receptor valioso.

Com o início de Hasselbeck em 2011, os Titans venceram três dos seus primeiros quatro jogos, mas depois viram uma série acidentada de vitórias e derrotas. Eles finalmente terminaram a temporada com um recorde de 9-7, não se classificando novamente para chegar os playoffs, mas permanecendo na disputa até a semana 17.
A temporada de 2012 do Tennessee Titans foi a 43ª temporada da franquia na National Football League, a 53ª geral, a 16ª no estado do Tennessee e a segunda sob o comando técnico de Mike Munchak. Foi também a última temporada completa sob a posse de Bud Adams, que morreu em 21 de outubro de 2013. Os Titans não conseguiram melhorar seu recorde de 9-7 em 2011 e foram eliminados da disputa da pós-temporada na Semana 14.
A temporada de 2013 do Tennessee Titans foi a 44ª temporada da franquia na National Football League, a 54ª geral, a 17ª no estado do Tennessee e a terceira sob o comando do técnico Mike Munchak. Foi também a última temporada sob a posse de Bud Adams, que morreu em 21 de outubro. Os Titans melhoraram um pouco em seu recorde de 6-10 de 2012, mas perderam os playoffs pela quinta temporada consecutiva.
A temporada de 2014 do Tennessee Titans foi a 45ª temporada da franquia na National Football League, a 55ª geral e a 18ª no estado do Tennessee. Foi a primeira sob o comando do treinador Ken Whisenhunt, assim como a primeira temporada completa após a morte do proprietário de longa data Bud Adams. Os Titans terminaram a temporada com um recorde de 2-14, sua pior temporada desde 1994, quando a franquia era conhecida como Houston Oilers.
A temporada 2015 do Tennessee Titans foi a 46ª temporada da franquia na National Football League, a 56ª geral e a 19ª no estado do Tennessee. Ken Whisenhunt, técnico do segundo ano, foi demitido em 3 de novembro, após um início 1-6, e foi substituído por Mike Mularkey. Terminaram com um recorde de 3-13 (empatado com o Cleveland Browns), eles foram estatisticamente o pior time da NFL na temporada, ganhando assim o direito de primeira escolha no Draft de 2016.
A temporada de 2016 foi a 47ª da franquia Tennessee Titans na National Football League e a 57ª no geral. Também marcou a 20ª temporada da franquia no estado do Tennessee, bem como a primeira temporada completa sob o comando do técnico Mike Mularkey, que serviu como treinador interino da equipe nos últimos nove jogos da temporada de 2015. Os Titans triplicaram seu total de vitórias em 2015 e alcançaram sua primeira temporada vitoriosa desde 2011. No entanto, a equipe perdeu os playoffs pela oitava temporada consecutiva, a quinta mais longa seca na NFL.

#### 2017-Presente
A temporada de 2017 do Tennessee Titans foi a 48ª temporada da franquia na National Football League e a 58ª geral. Ele também marcou 21 temporada da franquia no estado do Tennessee, bem como a segunda temporada completa sob o comando do treinador Mike Mularkey. Eles igualaram seu recorde de um ano atrás, e não apenas isso, com uma vitória de 15-10 sobre o Jacksonville Jaguars na semana 17, eles conquistaram seu primeiro vaga nos playoffs desde 2008. Na primeira rodada, os Titans se recuperaram de um déficit de 21–3 contra o Kansas City Chiefs para ganhar por 22-21, vencendo seu primeiro jogo nos playoffs desde 2003. No entanto, eles foram derrotados pelo New England Patriots na Rodada Divisional pelo placar de 35-14. Apesar de fazer os playoffs e ganhar um jogo de playoff, este seria o último ano de Mularkey treinando os Titans, já que eles se separaram após o final da temporada.

## Logos e uniformes
Quando a equipe estreou como Houston Oilers em 1960, o logotipo do clube era uma torre de equipamento de petróleo. Exceto por pequenas mudanças de cor ao longo dos anos, este logotipo permaneceu o mesmo até que a equipe foi renomeada para Titans em 1999. O logotipo foi originalmente chamado de "Ol 'Riggy", mas foi descartado antes do início da temporada de 1974.
Os uniformes dos Oilers consistiam em camisas azuis ou brancas, calças vermelhas e calças brancas.
Durante o período de 1997 a 1998, quando eram conhecidos como "Tennessee Oilers", a equipe tinha um logotipo alternativo que combinava elementos da bandeira do Tennessee com o logotipo da torre. A equipe também usava seus uniformes brancos nos jogos em casa, ao contrário do tempo em Houston, quando seus uniformes azuis eram usados em casa - nos dois anos como Tennessee Oilers, a equipe usava suas camisas coloridas duas vezes, para jogos contra o Miami Dolphins e um jogo do Dia de Ação de Graças contra o Dallas Cowboys; eles usavam o uniforme todo branco exclusivamente em seu último jogo sob o nome do Tennessee Oilers.
Quando a equipe foi renomeada para Titans, o clube introduziu um novo logotipo: um círculo com três estrelas, semelhante ao encontrado na bandeira do Tennessee, contendo um grande "T" com um rastro de chamas semelhante a um cometa. Os uniformes consistiam em capacetes brancos, guarnição vermelha e camisas azul-marinho ou branco. As calças brancas eram normalmente usadas com as camisas da marinha e as calças da marinha eram usadas com as camisas brancas. Tanto na camisa azul quanto na branca, os ombros e as mangas exteriores eram azul claro. Em um jogo contra o Washington Redskins em 2006, os Titans usaram suas camisas da marinha com a calça azul-marinho pela primeira vez.
Em 2009, a NFL e o comitê do Hall of Fame anunciaram que Tennessee Titans e Buffalo Bills começariam a pré-temporada da NFL de 2009 no Hall of Fame Game. O jogo, disputado no domingo, 9 de agosto de 2009, no campo do Hall of Fame do Pro Football de Cantão, no estádio Fawcett, foi televisionado pela National TV na NBC. Os Titans venceram por 21-18. Em homenagem ao 50º aniversário da AFL, os Titans usaram uniformes dos Oilers neste jogo. Também em 2009, a equipe homenageou o ex-quarterback Steve McNair colocando um pequeno disco azul-marinho na parte de trás de seus capacetes com um número branco nove (nove foi o número que McNair usou durante seu tempo com os Oilers / Titans).

## Rivalidades
Os Titans compartilham rivalidades com seus três oponentes da AFC South: Jacksonville Jaguars, Houston Texans e Indianapolis Colts. Eles também têm rivalidades históricas com ex-oponentes de divisão, como o Pittsburgh Steelers, Baltimore Ravens (anteriormente o Cleveland Browns original) e o Buffalo Bills, e durante seu tempo como Houston Oilers, compartilharam uma rivalidade no estado com o Dallas Cowboys.

### Rivalidades de divisão
Desde a sua fundação, os Jaguars têm sido vistos de tempos em tempos como os principais rivais dos Titans devido a jogos constantemente competitivos entre as duas franquias. A rivalidade foi aquecida no final dos anos 90 e início dos anos 2000, devido ao sucesso de ambas as franquias na época, incluindo uma temporada em que Jacksonville teve um recorde de 14-2 e Tennessee foi 13-3. Naquela temporada, todas as três derrotas de Jacksonville (incluindo os playoffs) vieram contra os Titans, que chegaram ao Super Bowl XXXIV. A rivalidade, então, esfriou com as duas equipes enfrentando infortúnios no final dos anos 2000 e início de 2010, mas ambas as equipes terminaram as longas secas dos playoffs em 2017.
Os Texans veem os Titans como seus principais adversários, devido à história anterior dos Titans em Houston, até sua transferência para o Tennessee, que permanece nas mentes dos fãs de Houston até hoje. Os Titans dominaram a rivalidade no início dos anos 2000, mas a série já se igualou na década de 2010.
Os Colts têm sido muito dominantes em sua rivalidade com os Titans desde a criação da AFC South, com os quarterbacks Peyton Manning e mais tarde Andrew Luck liderando os Colts para um consistente sucesso contra os Titans e o resto da divisão. No entanto, a série se tornou mais regular nos últimos tempos, com os Titans vencendo os Colts em 2017, após 11 derrotas consecutivas.

### Outras rivalidades
Como Houston Oilers, a equipe foi da mesma divisão que o Buffalo Bills nos dias da AFL, mas foram transferidos para a divisão Central da AFC após a fusão da NFL-AFL. Lá, eles desenvolveram uma forte rivalidade com o Pittsburgh Steelers e depois tiveram uma rivalidade com o Baltimore Ravens no final dos anos 90 e início dos anos 2000, depois de se tornarem Titans, especialmente depois que o ex-quarterback Steve McNair foi para os Ravens.
Os Steelers e Oilers eram competitivos na década de 1970, se enfrentando em consecutivas finais da AFC no final da década. As equipes passaram por tempos difíceis nos anos 80, antes de ressurgirem nos anos 90. Após a mudança dos Oilers para o Tennessee e o realinhamento das divisões da NFL em 2002, a rivalidade entre Steelers-Titans arrefeceu um pouco, assim como a rivalidade com os Ravens.
Mesmo depois de os Bills e Oilers terem sido colocados em divisões separadas após a fusão, a sua rivalidade permaneceu forte nas décadas de 1980 e 1990, com Warren Moon liderando os Oilers contra Jim Kelly e os Bills. Dois dos momentos mais emblemáticos dos playoffs na história de Oilers / Titans ocorreram contra o Bills: The Comeback  e o Music City Miracle, que ocorreu após a equipe mudou-se para Nashville para se tornar os Titans. Os Bills e os Titans se enfrentaram em um jogo chamado "Legado da AFL" em 2009, como parte das festividades comemorativas do 50º aniversário da fundação da AFL.

## Recordes

### Recordes em uma temporadas
Passando
- Jardas passadas: 4,690 – Warren Moon (1991)
- Passes para touchdowns: 36 – George Blanda (1961)
- Passes completados: 404 – Warren Moon (1991)
- Passes tentados: 655 – Warren Moon (1991)
- Passe mais longo completo: 98 jardas – Jacky Lee (1962)

Correndo
- Jardas terrestres: 2,006 – Chris Johnson (2009)
- Corridas: 403 – Eddie George (2000)
- Touchdowns terrestres: 19 – Earl Campbell (1979)
- Mais longa corrida: 99 jardas – Derrick Henry (2018)
- Jardas terrestres por jogo: 128.9 jardas – Earl Campbell (1980)

Recebendo
- Recepções: 101 – Charley Hennigan (1964)
- Jardas recebidas: 1,746 – Charley Hennigan (1961)
- Touchdowns recebidos: 17 – Bill Groman (1961)

Retornos
- Mais retornos de Punt: 51 – Derrick Mason (2000)
- Mais longo punt retornado: 90 jardas – Adam Jones (2006)
- Mais longo kickoff retornado: 105 jardas – Darius Reynaud (2012)

Chutes
- Field goals: 36 – Al Del Greco (1998)
- Extra Points convertidos: 64 – George Blanda (1961)
- Punts: 96 – Rich Camarillo (1994)
- Jardas no Punt: 4,175 – Brett Kern (2015)

### Recordes na carreira
- Jardas passadas: 33,685 - Warren Moon (1984–1993)
- Passes para touchdowns: 196 - Warren Moon (1984–1993)
- Jardas terrestres: 10,009 - Eddie George (1996–2003)
- Touchdowns terrestres: 73 - Earl Campbell (1978–1984)
- Recepções: 542 - Ernest Givins (1986–1994)
- Jardas recebidas: 7,935 - Ernest Givins (1986–1994)
- Passes interceptados: 45 - Jim Norton (1960–1968)
- Field goals: 295 - Al Del Greco (1991–2000)
- Pontos: 1,060 - Al Del Greco (1991–2000)
- Total touchdowns: 74 - Eddie George (1996–2003)
- Média de retorno de punt: 65,0 - Tommie Campbell (2011-2013)
- Média de retorno de Kickoff: 34,4 - Darius Jennings (2018-Presente)
- Sacks: 75,5 - Ray Childress (1985–1995)
- Tackles: 858 - Ray Childress (1985–1995)
- Vitórias (treinador): 142 - Jeff Fisher (1994-2010)

## Jogadores

### Número retirados
| No. | Jogador        | Posições | Temporadas |
| --- | -------------- | -------- | ---------- |
| 1   | Warren Moon    | QB       | 1984–93    |
| 34  | Earl Campbell  | RB       | 1978–84    |
| 43  | Jim Norton     | S/P      | 1960–68    |
| 63  | Mike Munchak   | OG       | 1982–93    |
| 65  | Elvin Bethea   | DE       | 1968–83    |
| 74  | Bruce Matthews | OT       | 1983–2001  |

### Membros do Hall of Fame
| No.                    | Jogador            | Classe | Posições     | Temporadas      |
| ---------------------- | ------------------ | ------ | ------------ | --------------- |
| 16                     | George Blanda      | 1981   | QB/K         | 1960–66         |
| 29                     | Ken Houston        | 1986   | S            | 1967–72         |
| 35                     | John Henry Johnson | 1987   | FB           | 1966            |
| 34                     | Earl Campbell      | 1991   | RB           | 1978–84         |
| 18/40                  | Charlie Joiner     | 1996   | WR           | 1969–72         |
| 63                     | Mike Munchak       | 2001   | OG Treinador | 1982–93 2011–13 |
| 87                     | Dave Casper        | 2002   | TE           | 1980–83         |
| 65                     | Elvin Bethea       | 2003   | DE           | 1968–83         |
| 1                      | Warren Moon        | 2006   | QB           | 1984–93         |
| 74                     | Bruce Matthews     | 2007   | OT           | 1983–2001       |
| 78                     | Curley Culp        | 2013   | DT           | 1974–80         |
| 52                     | Robert Brazile     | 2018   | LB           | 1975-84         |
| 12                     | Ken Stabler        | 2016   | QB           | 1980–81         |
| Coaches and Executives |                    |        |              |                 |
| Nome                   | Nome               | Classe | Posições     | Temporadas      |
| Sammy Baugh            | Sammy Baugh        | 1963   | Treinador    | 1964            |
| Sid Gillman            | Sid Gillman        | 1983   | Treinador    | 1973–74         |

### Hall of fame dos Titans / Oilers
Bud Adams estabeleceu o Titans / Oilers Hall of Fame após a 40 ª temporada da franquia para homenagear os jogadores do passado e de gestão
| No. | Nome           | Posição       | Anos      | Introdução            |
| --- | -------------- | ------------- | --------- | --------------------- |
| 65  | Elvin Bethea   | DE            | 1968–83   | 9 de Dezembro de 1999 |
| 16  | George Blanda  | QB/K          | 1960–66   | 9 de Dezembro de 1999 |
| 34  | Earl Campbell  | RB            | 1978–84   | 9 de Dezembro de 1999 |
| —   | Mike Holovak   | GM            | 1989–93   | 9 de Dezembro de 1999 |
| 29  | Ken Houston    | S             | 1967–72   | 9 de Dezembro de 1999 |
| 63  | Mike Munchak   | G             | 1982–93   | 9 de Dezembro de 1999 |
| 43  | Jim Norton     | P             | 1960–68   | 9 de Dezembro de 1999 |
| 74  | Bruce Matthews | OL            | 1983–2001 | 8 de Dezembro de 2002 |
| 1   | Warren Moon    | QB            | 1984–93   | 1 de Outubro de 2007  |
| —   | Bud Adams      | Dono/Fundador | 1959–2013 | 7 de Setembro de 2008 |
| 27  | Eddie George   | RB            | 1996–2003 | 27 de Outubro de 2008 |
| 9   | Steve McNair   | QB            | 1995–2005 | 27 de Outubro de 2008 |

## Rádio e televisão
A principal estação de rádio dos Titans por vários anos foi a WKDF 103.3-FM. No entanto, a WGFX 104.5-FM, a principal estação da Tennessee Oilers / Titans Radio, novamente serve como a principal estação dos Titans desde a temporada de 2010. Mike Keith é o narrador e o ex-treinador dos Titans, Dave McGinnis, fornece comentários. Larry Stone também faz parte da equipe, dando atualizações de lesões e pontuação. A Rede de Rádio dos Titãs é transmitida em cerca de 70 outras estações.
A equipe resistiu por muito tempo a colocar qualquer um dos seus jogos na Rádio Sirius XM. Isso ocorreu porque o contrato dos Titans com a Citadel Broadcasting (pai da WKDF e da WGFX) antecedeu a chegada da rádio por satélite, portanto não havia previsão para a NFL reservar direitos de rádio por satélite. Em 2011, os Titans puderam estender seu acordo com os parceiros de rádio existentes enquanto criavam uma provisão permitindo que os jogos em casa fossem transmitidos no SiriusXM. Eles foram a equipe final da NFL para chegar a esse acordo.
A maioria dos jogos de pré-temporada é televisionada na WKRN-TV, afiliada da ABC em Nashville. A WKRN-TV também exibe um programa semanal nas noites de terça-feira. O programa, chamado Titans on 2, foi apresentado recentemente pelo treinador Ken Whisenhunt e pelos âncoras da WKRN-TV, Cory Curtis e Audra Martin. O show é uma oportunidade para o treinador falar sobre o mais recente confronto da equipe e aguarda o próximo jogo.
Para os jogos da temporada regular, a WTVF, afiliada da CBS para Nashville, é a principal emissora. WZTV, afiliada da Fox se hospedar uma equipe da NFC, WSMV-TV, NBC para as transmissões do Sunday Night Football e WKRN-TV, ABC para simulcasts da Monday Night Football da ESPN.